# Hrabstwo Hampden
Hrabstwo Hampden (ang. Hampden County) – hrabstwo w USA, w południowo-zachodniej części stanu Massachusetts. W roku 2000 zamieszkiwane przez 456 228 mieszkańców. Centrum administracyjne (ang. county seat) hrabstwa mieści się w Springfield.

## Miasta
- Agawam
- Blandford
- Brimfield
- Chicopee
- Chester
- Holyoke
- East Longmeadow
- Granville
- Hampden
- Holland
- Longmeadow
- Ludlow
- Monson
- Montgomery
- Russell
- Palmer
- Springfield
- Southwick
- Tolland
- Wales
- Wilbraham
- West Springfield
- Westfield

## CDP
- Blandford
- Chester
- Holland
- Monson Center
- Russell
- Wilbraham